# سبارتك صوفيا
سبارتك صوفيا هو نادي كرة قدم بلغاري أٌسس عام 1947.